# دير أيوب
دير أيوب هي قرية فلسطينية مهجرة من قرى قضاء الرملة.

## الموقع
```
إلى الغرب من بيت المقدس، وبانحراف قليل نحو الشمال، على بعد أربعة وعشرون كيلو متراً تفع القرية العربية الفلسطينية 
دير أيوب
 التي ترتفع عن سطح البحر ثلاثمائة متر تقريبا، يحدها 
يالو
 من الشمال 
وبيت محيسر
 من الجنوب، ومن الشرق 
ساريس
، ومن الغرب 
عمواس
 
واللطرون
.
[
1
]
 وتبلغ مساحة اراضيها 6028 دونماً.
```

## أهمية الموقع
```
ان وقوع دير أيوب على الطريق العام بين القدس ويافا جعلها تلعب دوراً هاماً في الثورات التي قامت ضد المحتلين.
```

## التسمية
```
يتكون اسم القرية من مقطعين (دير) ويتعلق بالمكان و (أيوب) ويتعلق بالشخص الذي ارتبطت القرية باسمه، وقد أطلق هذا الاسم زمن القائد صلاح الدين الايوبي وهي من ضمن القرى التي كان ينزل بها صلاح الدين إبان الحروب مع الفرنجة وتشير كتب إلى انها حظيت بهذا الاسم نسبة إلى مقام نبي الله أيوب، وحملت اسم (ابندو) زمن الرومان.
```

## تاريخ دير أيوب
قامت المنظمات الصهيونية المسلحة بهدم القرية وتشريد أهلها البالغ عددهم عام 48 (990) نسمة، ويبلغ مجموع اللاجئين من هذه القرية في عام 1998 حوالي (7489) نسمة. تعرضت القرية لعدة محاولات لاحتلالها واحتلتها أكثر من مرة وخرجت منها إلى أن وقفت القرية قرب خط الهدنة عام 1949. إلى الشمال منها تقع مستوطنة «مفو حورون» التي أسست عام 1970.
وفي عهد الحكم المصري تم تدمير القرية وقت أهلها وتشريدهم وذلك على يد إبراهيم باشا، حيث ثار أهل فلسطين كلها على الحكم المصري وفي عام 1917 م نزح أهالي دير أيوب إلى قرية بيت ثول المجاورة أثر المعارك الدامية بين الجيش الإنجليزي والجيش العثماني التي وقعت فوق أراضي القرية والقرى المجاورة وكانت ضحيتها مئات من الطرفين.
وفي عام 1936م اندلعت في كل فلسطين ثورة عارمة ضد المحتل، وكان لدير أيوب نصيب في ذلك واستمر عنفوان الثورة حتى عام 1947 و1948 حيث قال ديفيد بن غوريون رئيس الوزراء الإسرائيلي في بيان ألقاه في الكنيسيت يوم 11 حزيران عام 1949 :«إن اليهود خسروا في معارك باب الواد ضعفي العدد الذي خسروه في معارك فلسطين كلها».
توقف القتال في تمام الساعة الخامسة من بعدة ظهر يوم الثامن عشر من شهر تموز 1948م، وحاول اليهود في اليوم الثاني 19/7/1948 احتلال اللطرون بكل جهدهم لكنهم فشلوا فشلاً ذريعاً وقتل الكثيرين من اليهود وأظهر الجيش العربي أيضاً قوته، وكانت هذه المعركة هي الأخيرة في باب الواد عام 1948. ونتيجة للهدنه في رودوس أصبح أهل القرية مهددين بالخروج منها وبموافقة قائد اللواء الثالث في الجيش العربي (اوشتن) تم تقسيم القرية إلى ثلاثة أقسام وهي: 20% من مساحتها أرض حلال لأهل القرية، 60 % من أراضي المنطقة حراماً ووفق الهدنة طردوا أهلها منها، و20% المتبقيه هي لليهود. وبدأت علامات الغضب ظاهره على الضباط العرب الاخرين وقالوا أن أهل هذه القرية «دير أيوب» ظلموا ظلماً شديداً، اعذرونا هذا ما يريده القائد الإنجليزي...إنها الأوامر....
وخرج أهل القرية مطرودين لاجئين تخيم على وجوههم سحائب الفقر والبؤس والشقاء وعلامات حزن مرتسمة على وجوه الكبار والصغار، وذلك للظلم الذي وقع عليهم. وبقيت هذه الحال حتى عام 1967، وتم طردهم مع أهالي عمواس، يالو، بيت نوبا ودمرت تماماً،
وموقع القرية اليوم هو الجزء الجنوبي الشرقي لمنتزه (كندا بارك) الذي تم افتتاحه عام 1979 والمقام على أنقاض القرى العربية عمواس، يالو، دير أيوب.
فما زالت في الأفق آمال وفي النفوس أشواق ولهفات وهم ينتظرون العودة بمشيئة الله إلى قريتهم الحبيبة دير أيوب

## معرض صور

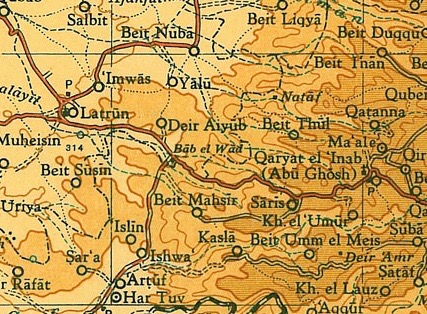
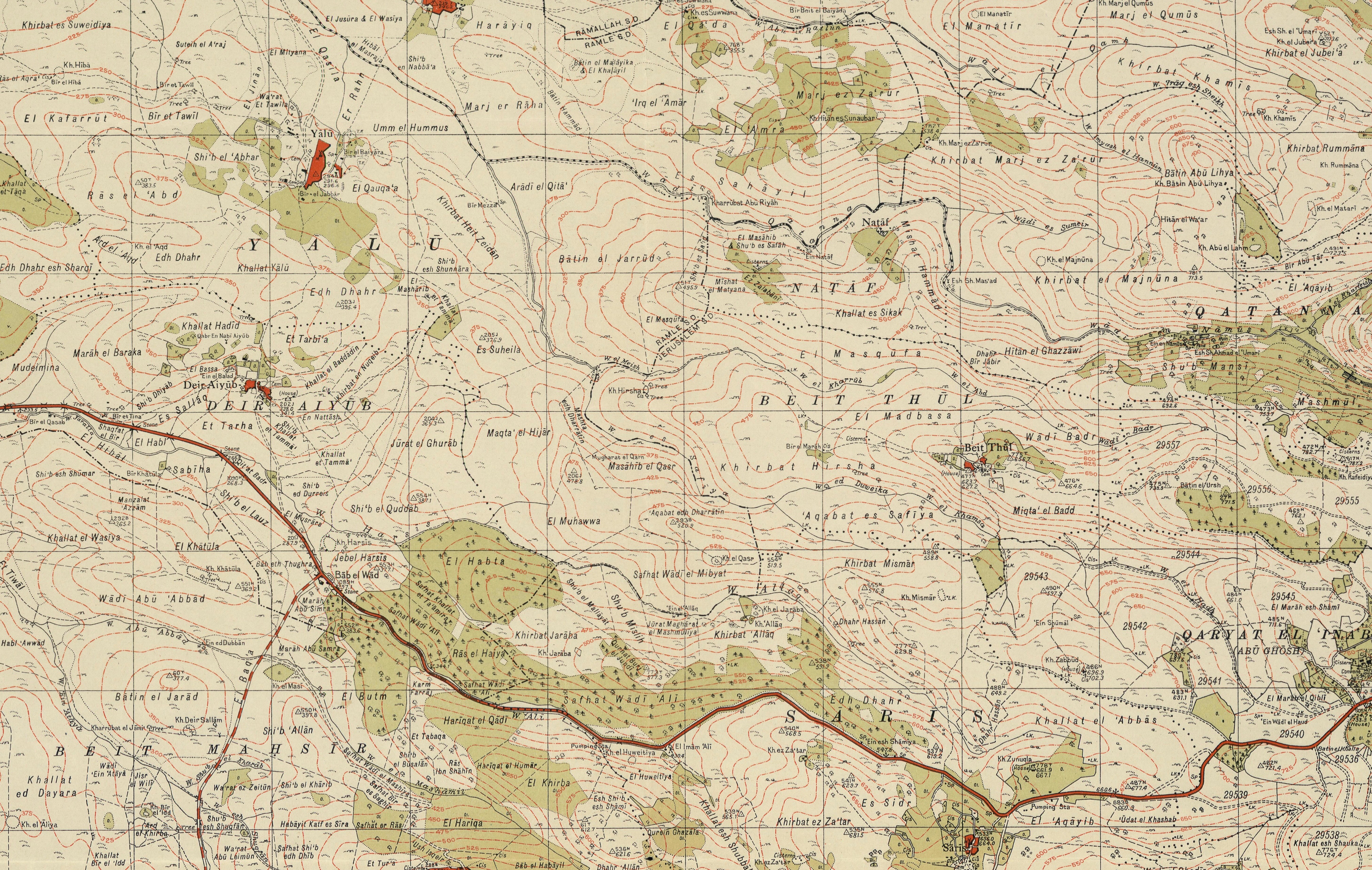
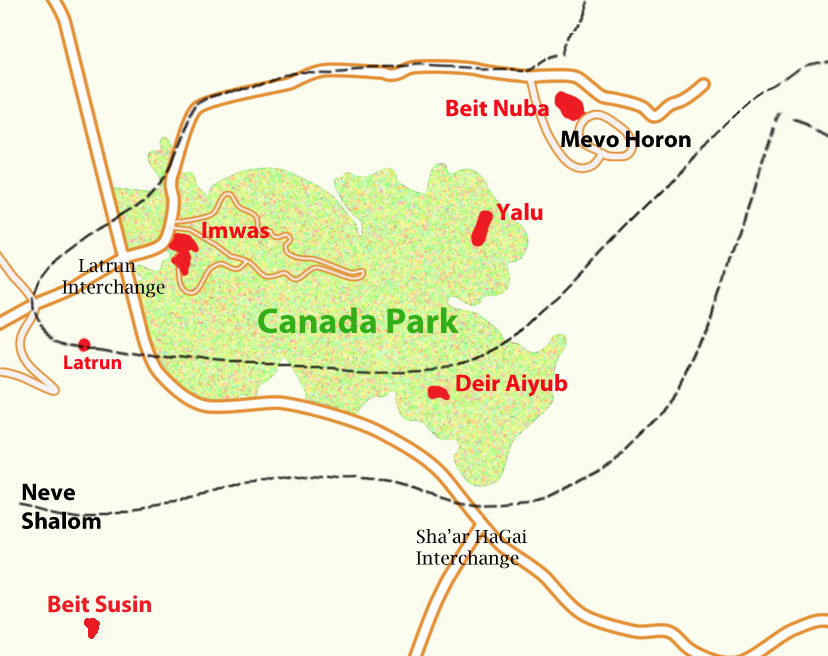